# 拉伯夫里耶尔
拉伯夫里耶尔（法語：Labeuvrière，法語發音：[labœvʁijɛʁ]）是法国上法蘭西大區加来海峡省的一个市镇，属于贝蒂讷区。

## 地理
拉伯夫里耶尔（50°31'12"N, 2°33'47"E）面积6.11 平方千米，位于法国上法蘭西大區加来海峡省，该省份为法国北部沿海省份，西北濒北海，南至索姆省，东临北部省。
与拉伯夫里耶尔接壤的市镇（或旧市镇、城区）包括：绍克、拉皮尼瓦、阿讷赞、布律埃-拉比西耶尔、富克勒伊、戈奈。
拉伯夫里耶尔的时区为UTC+01:00、UTC+02:00（夏令时）。

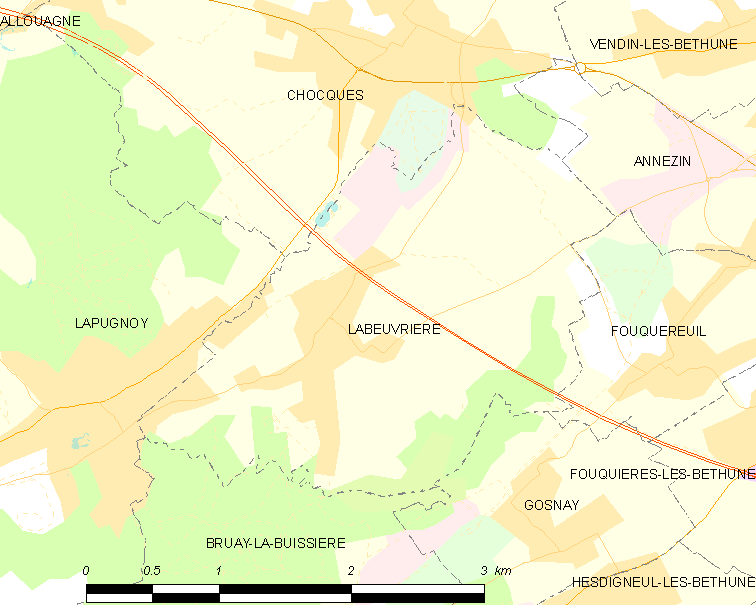
拉伯夫里耶尔的OSM定位图

## 行政
拉伯夫里耶尔的邮政编码为62122，INSEE市镇编码为62479。

## 政治
拉伯夫里耶尔所属的省级选区为贝蒂讷县。

## 人口

1962-2008年间拉伯夫里耶尔人口变化图示

拉伯夫里耶尔于2022年1月1日时的人口数量为1651人。